# Group Avalon
Group Avalon är en musikgrupp, som bestod av bröderna Djo och Mohombi Moupondo med kongolesiskt påbrå. De skrev och producerade sina låtar tillsammans med Marcus Landström.
Gruppen deltog i Melodifestivalen 2005 vid deltävlingen i Linköping med låten Big Up, som kom på sjätte plats i deltävlingen.  

## Diskografi

### Singlar
- 2005 – Big Up / extended version / the attic rmx / the attic radio edit / instrumental
- 2005 – Pata Pata / Mama Africa